# Maher el-Aszad
Maher el-Aszad (arabul: ماهر الأسد, Damaszkusz, 1967. november 8. –) szíriai tábornok, a Szíriai Köztársasági Gárda valamint a 4. páncélos hadosztály főparancsnoka, Bassár el-Aszad szíriai elnök öccse.

## Élete
Maher el-Aszad 1967. december 8-án született Háfez el-Aszad (Maher alig kétéves volt, mikor apja puccsal megszerezte a hatalmat Szíriában) és Anísze Mahlúf gyermekeként. Tanulmányait Damaszkuszban végezte, diplomát is az itteni egyetemen szerzett, üzleti tanulmányok szakon. Tanulmányai befejeztével - idősebb testvére, Bassel el-Aszad mintájára - jelentkezett a hadseregbe.
Mikor a Háfez által kijelölt örökös, Bassel 1994-ben autóbalesetben elhunyt, elsőként Maher neve tűnt fel Háfez el-Aszad lehetséges utódjaként, ám végül az elnök 2000-ben bekövetkezett halála után a középső fiú, Bassár el-Aszad vette át a hatalmat. Bassár egyik első dolga volt a Köztársasági Gárdában szolgáló öccsét őrnagyi rangból vezérezredessé léptetni elő. Nemsokára megkapta a Gárda főparancsnoki pozícióját is, majd kinevezték a 4. páncélos hadtest főparancsnokának, amely a szíriai hadsereg egyik elitegységének számít.
2000 júniusában beválasztották a Baasz Párt központi vezetőségébe, ebben a pozíciójában nagy szerepe volt a Bassár által elkezdett reformfolyamat leállíttatásában. 2003-ban felajánlotta a feltétel nélküli béketárgyalások folytatását Izrael állam vezetőségének, ezt azonban Aríél Sárón miniszterelnök visszautasította.
A 2000-es évek elejétől Asszef Savkattal együtt Bassár elnök legfontosabb tanácsadójának számított, habár Savkattal való viszonya nem volt a legjobb. A hirtelen haragjáról is ismert Maher egy vita alkalmával hasba lőtte Savkatot, aki azonban szerencsésen túlélte az incidenst.
2005-ben egy nyilvánosságra került dokumentum szerint Savkattal és még két másik, a hírszerzésben dolgozó szíriai tábornokkal együtt tervezték meg és hajtották végre Rafik Hariri libanoni miniszterelnök meggyilkolását.
2008-ban emberjogi szervezetek egy amatőr videófelvétel alapján megvádolta egy börtönlázadás brutális leverésével, melynek során mintegy 25 rab halt meg.
A szíriai polgárháború kitörését követően a Köztársasági Gárda - Maherrel az élén - aktívan részt vett előbb rendszerellenes tüntetések elnyomásában, majd a konfliktus eszkalálódását követően a lázadó fegyveresek elleni harcban. A személyes felelősségéről kiszivárgott információk miatt Recep Tayyip Erdoğan török miniszterelnök kért Bassár elnöktől Maher leváltását a Gárda éléről (aki azonban erre nem volt hajlandó). 2011. április 27-én az ENSZ több más szíriai politikussal és katonai vezetővel együtt szankciókkal sújtotta, melynek értelmében zárolták külföldi bankszámláit, majd később az országból való kiutazási tilalommal is sújtották.
Mikor 2012. július 18-án öngyilkos merényletet hajtottak végre több magas rangú szíriai katonatiszt ellen, Maher el-Aszad neve is a lehetséges halálos áldozatok közt szerepelt, ezt azonban a SANA hivatalos állami hírügynökség cáfolta. Később, október 10-én egy dezertált szíriai propagandista állítása szerint Maher a merényletben elvesztette bal lábát és bal karja is lebénult, ezért hosszabb ideig Moszkvában részesítették orvosi kezelésben.